# Tobe Hooper
William Tobe Hooper (Austin, 25 gennaio 1943 – Los Angeles, 26 agosto 2017) è stato un regista e sceneggiatore statunitense, specializzato nel genere horror, del quale fu uno dei più influenti autori .

## Biografia
Hooper usò la sua prima macchina da presa a 8 millimetri all'età di 9 anni. Trascorse gli anni sessanta come professore di un college statunitense e come operatore di macchina per documentari. Dopo l'insuccesso di una pellicola drammatica a basso budget, Eggshells, nel 1974 organizzò un piccolo cast fatto di studenti e insegnanti del suo college e produsse, con l'aiuto di Kim Henkel, il classico dell'horror Non aprite quella porta. Questo film rivoluzionò la storia della cinematografia dell'orrore, diventando uno dei più famosi e seminali del genere, ed è unanimemente considerato il suo capolavoro; Hooper infatti raggiunse la fama come regista, sceneggiatore e produttore, oltre che come creatore dell'iconico personaggio di Leatherface.
Grazie al successo della pellicola, Hooper entrò nell'industria di Hollywood e produsse ancora film come Quel motel vicino alla palude (1977), con Mel Ferrer e Carolyn Jones, e la miniserie televisiva Le notti di Salem (1979) per la CBS, tratta da Stephen King. Nel 1982 Hooper trovò un altro grande successo quando Steven Spielberg gli fece dirigere il film Poltergeist - Demoniache presenze, altro pezzo di storia del cinema horror.
Nel 1986 diresse Non aprite quella porta - Parte 2, che fu tuttavia un insuccesso e considerato addirittura una parodia del suo celebre film a causa della presenza eccessiva di humour. In seguito al flop commerciale di questo sequel e a lavori minori e interlocutori negli anni '90, dei quali si ricorda la collaborazione con John Carpenter per l'antologia televisiva Body Bags - Corpi estranei, partecipò anche alla realizzazione dell'omonimo remake del 2003 del suo film capolavoro, diretto da Marcus Nispel. Hooper è l'unico regista ad aver diretto film in cui sono presenti sia Leatherface che Freddy Krueger (in un episodio di Freddy's Nightmares).
Padre di William Tony Hooper, morì per cause naturali a Sherman Oaks, California, il 26 agosto 2017, all'età di 74 anni, il giorno dopo l'anteprima di Leatherface, film di cui fu produttore esecutivo.

## Filmografia

### Regista

#### Lungometraggi
- Eggshells (1969)
- Non aprite quella porta (The Texas Chain Saw Massacre, 1974)
- Quel motel vicino alla palude (Eaten Alive, 1977)
- Il tunnel dell'orrore (The Funhouse, 1981)
- Poltergeist - Demoniache presenze (Poltergeist, 1982)
- Space Vampires (1985)
- Invaders (Invaders from Mars, 1986)
- Non aprite quella porta - Parte 2 (The Texas Chainsaw Massacre 2, 1986)
- I figli del fuoco (Spontaneous Combustion, 1990)
- Le notti proibite del Marchese De Sade (Night Terrors, 1993)
- The Mangler - La macchina infernale (The Mangler, 1995)
- Crocodile (2000)
- La casa dei massacri (Toolbox Murders, 2004)
- Il custode (Mortuary, 2005)
- Djinn (2013)

#### Televisione
- Le notti di Salem (Salem's Lot) - miniserie TV (1979)
- Storie incredibili (Amazing Stories), episodio Miss Stardust (1987)
- Un giustiziere a New York (The Equalizer), episodio No Place Like Home (1987)
- Freddy's Nightmares (Freddy's Nightmares), episodio No More Mr. Nice Guy (1988)
- Vestito che uccide (I'm Dangerous Tonight) - film TV (1990)
- Haunted Lives: True Ghost Stories, episodio Ghosts R Us/Legend of Kate Morgan/School Spirit (1991)
- I racconti della cripta (Tales from the Crypt), episodio Vana attesa (1991)
- Body Bags - Corpi estranei (Body Bags) - film TV, co-regia con John Carpenter e Larry Sulkis (1993)
- Un filo nel passato (Nowhere Man), gli episodi Absolute Zero e Turnabout (1995)
- Dark Skies - Oscure presenze (Dark Skies), episodio Majestic 12 (1996)
- Perversions of Science, episodio Panic (1997)
- Prey (Prey), episodio Hungry for Survival: Unaired Pilot (1998)
- L.A. Story - Paura a Los Angeles (The Apartment Complex) - film TV (1999)
- The Others, episodio Anime a bordo (2000)
- Shadow Realm, episodio The Maze - film TV, co-regia con Keith Gordon, Paul Shapiro e Ian Toynton (2002)
- Night Visions, gli episodi Il labirinto e Clandestini a bordo (2002)
- Taken - miniserie TV (2002)
- Masters of Horror, gli episodi La danza dei morti (2005) e Discordia (2006)

#### Cortometraggi
- The Heisters (1964)

#### Video musicali
- Dancing With Myself - Billy Idol (1981)

### Sceneggiatore

#### Lungometraggi
- Eggshells (1969)
- Non aprite quella porta (The Texas Chain Saw Massacre, 1974)
- Non aprite quella porta - Parte 2 (The Texas Chainsaw Massacre 2, 1986)
- Non aprite quella porta - Parte 3 (Leatherface: The Texas Chainsaw Massacre III, 1990)
- I figli del fuoco (Spontaneous Combustion, 1990)
- Non aprite quella porta IV (The Return of the Texas Chainsaw Massacre, 1994)
- The Mangler - La macchina infernale (The Mangler, 1995)
- Non aprite quella porta (The Texas Chain Saw Massacre, 2003)
- Destiny Express Redux (2009)
- Non aprite quella porta 3D (Texas Chainsaw 3D, 2013)

#### Cortometraggi
- The Heisters (1964)
- Jason Vs. Leatherface (2003)
- Freddy vs. Jason vs. Ash (2011) - non accreditato
- Horror Movie: The Movie (2012)

### Attore

#### Lungometraggi
- The Windsplitter (1971) - non accreditato
- Non aprite quella porta - Parte 2 (The Texas Chainsaw Massacre 2, 1986)
- Il principe cerca moglie (1988), regia di John Landis (1988)
- I figli del fuoco (Spontaneous Combustion, 1990)
- I sonnambuli (Sleepwalkers, 1992)

#### Televisione
- Body Bags - Corpi estranei (Body Bags, 1993) - Film TV
- Post Mortem with Mick Garris, nelepisodio Tobe Hooper (2010)

### Produttore
- The Heisters (1964) - Cortometraggio
- Eggshells (1969)
- Non aprite quella porta (The Texas Chain Saw Massacre, 1974)
- Non aprite quella porta - L'inizio (The Texas Chainsaw Massacre: The Beginning, 2006)

#### Co-produttore
- Non aprite quella porta - Parte 2 (The Texas Chainsaw Massacre 2, 1986)
- Non aprite quella porta (The Texas Chain Saw Massacre, 2003)

### Produttore esecutivo
- Toolbox Murders: As It Was (2003) - Documentario
- Non aprite quella porta 3D (Texas Chainsaw 3D, 2013)
- Leatherface (2017)

## Riconoscimenti
- Festival internazionale del film fantastico di Avoriaz
  - 1976 – Premio della critica per Non aprite quella porta
  - 1976 – Candidatura al Gran premio per Non aprite quella porta
  - 1978 – Candidatura al Gran premio per Quel motel vicino alla palude
- Saturn Award
  - 1983 – Candidatura per la miglior regia per Poltergeist – Demoniache presenze
- MTV Video Music Awards
  - 1984 – Candidatura per la miglior regia per Dancing with Myself
- Festival internazionale del cinema di Porto
  - 1989 – Candidatura al Grande Prémio Fantasporto per il miglior film per Non aprite quella porta – Parte 2
  - 1991 – Candidatura al Grande Prémio Fantasporto per il miglior film per I figli del fuoco
- Sitges - Festival internazionale del cinema fantastico della Catalogna
  - 2003 – Premio onorario Time-Machine
- New York City Horror Film Festival
  - 2004 – Premio alla carriera
- Philadelphia Film Festival
  - 2004 – Phantasmagoria Award
- Eyegore Awards
  - 2008 – Eyegore Award
- Fantasia International Film Festival
  - 2014 – Premio alla carriera